# پاترنو
پاترنو (به ایتالیایی: Paternò) یک کومونه در ایتالیا است که در استان کاتانیا واقع شده‌است.

## خصوصیات
پاترنو ۱۴۴٫۰۴ کیلومترمربع مساحت و ۴۸٬۷۳۴ نفر جمعیت دارد و ۲۲۵ متر بالاتر از سطح دریا واقع شده‌است.

## خواهرخوانده
شهر مندن خواهرخواندهٔ پاترنو هست.